# Supermarine Baby
Supermarine Baby byl britský stíhací létající člun navržený a postavený v období první světové války společností Supermarine Aviation Works. Ačkoliv vznikl jen jeden kus, stal se základem pozdějšího stíhače Supermarine Sea King a závodního letounu Supermarine Sea Lion I.

## Vznik a vývoj
Supermarine Baby byl zkonstruován v odpověď na vypsané specifikace Admirality požadující letoun kategorie N.1B (jednomístný stíhací hydroplán), který by byl schopný operací z nosičů hydroplánů Royal Navy a dosahoval rychlosti alespoň 110 mil za hodinu (177 km/h) a dostupu 20 000 stop (~ 6 100 m).:s.27–28 U firmy Supermarine byly objednány tři prototypy, a zakázky byly uděleny i na výrobu prototypů společností Westland (Westland N.1B) a Blackburn (Blackburn N.1B).
Stroj společnosti Supermarine byl jednomotorový dvouplošník s tlačně instalovanou pohonnou jednotkou, sklopnými křídly s jednokomorovým systémem vzpěr a ocasními plochami ve tvaru „T“. Pilotní kokpit byl umístěn v přídi aerodynamicky tvarovaného dřevěného člunového trupu.:s.28 První prototyp, jemuž bylo přiděleno sériové číslo N59, poprvé vzlétl v únoru 1918, poháněn osmiválcovým vidlicovým motorem Hispano-Suiza 8 o výkonu 200 hp (149 kW). Později byl vybaven motorem Sunbeam Arab o podobném výkonu. V tomto období již ale Royal Naval Air Service provozovala letouny s kolovým podvozkem Sopwith Pup ze vzletových plošin na palubách válečných lodí, a úspěšné nasazení strojů Pup, a později také Camel, vedlo k opuštění programu N.1B. Druhý prototyp, sériového čísla N60, byl dodán rozebraný na náhradní díly pro prvý stroj a třetí prototyp N61 nebyl dokončen.
Ačkoliv byl vývoj Supermarine Baby opuštěn, typ se přesto stal základem vývoje pozdějšího soutěžního speciálu Supermarine Sea Lion I, který se v roce 1919 zúčastnil závodu o Schneiderův pohár,:s.57 a stíhacího Supermarine Sea King.:s.52

## Specifikace
Údaje podle Supermarine Aircraft since 1914:s.29

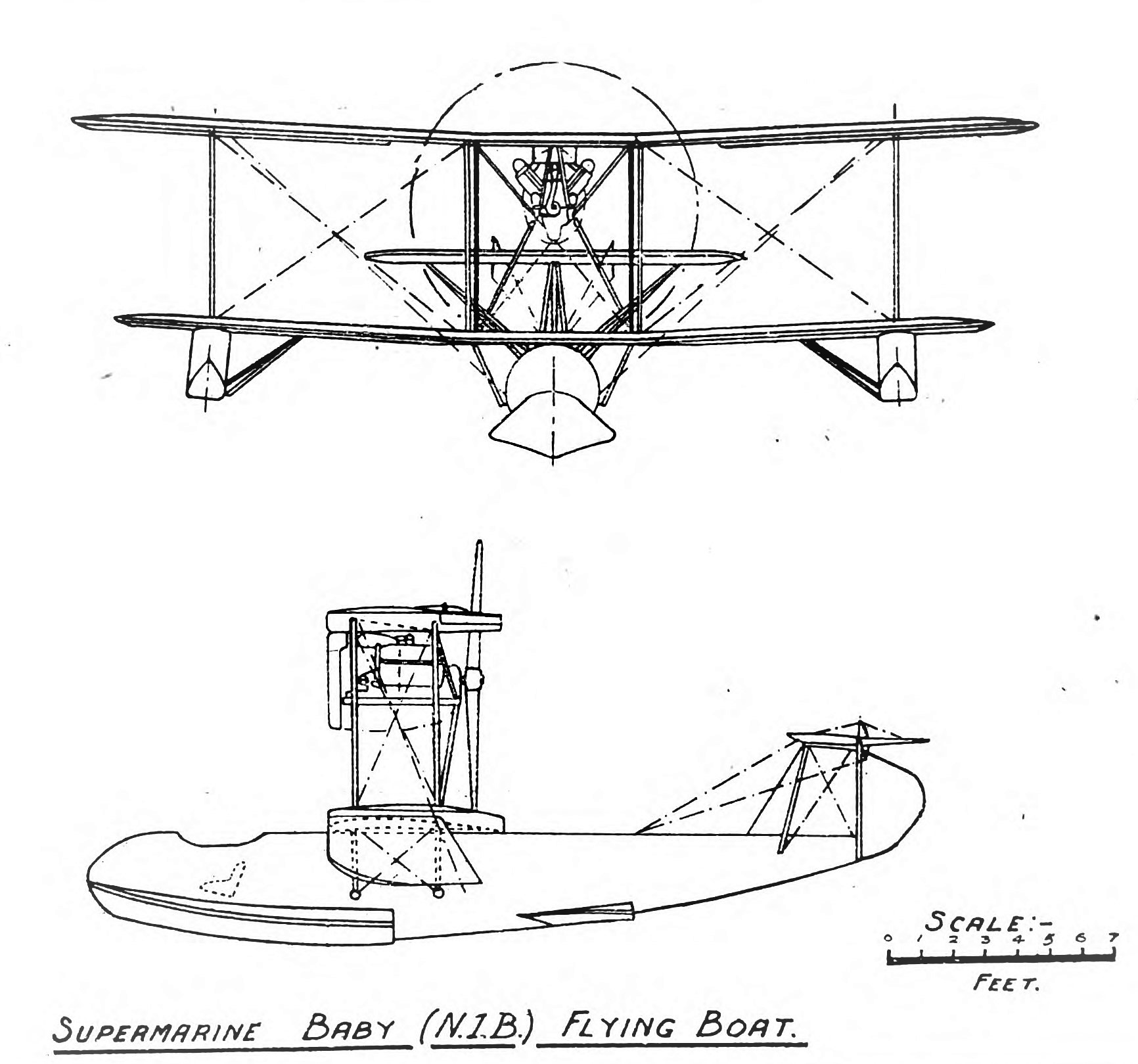
Supermarine Baby

### Technické údaje
- Osádka: 1 (pilot)
- Délka: 8,02 m (26 stop a 4 palce)
- Rozpětí křídel: 9,29 m (30 stop a 6 palců)
- Výška: 3,22 m (10 stop a 7 palců)
- Nosná plocha: 28,7 m² (309 čtverečních stop)
- Prázdná hmotnost: 770 kg (1 697 liber)
- Maximální vzletová hmotnost: 1 407 kg (3 101,9 lb)
- Pohonná jednotka: 1 × kapalinou chlazený vidlicový osmiválec Hispano-Suiza 8
- Výkon pohonné jednotky: 200 hp (149,1 kW)

### Výkony
- Maximální rychlost: 187 km/h (101 uzlů, 116 mph)
- Praktický dostup: 3 260 m (10 700 stop)[3][p 1]
- Vytrvalost: 3 hodiny letu
- Výstup do výše 3 050 m (10 000 stop): 25 minut a 10 sekund[2]